# Perspecta
(George Howe, editoriale sul primo numero di Perspecta, 1952)
Perspecta (Perspecta: The Yale Architectural Journal ) è una rivista mensile, nata negli USA nel 1952,  che si occupa principalmente di architettura. Pubblicata dalla Yale School of Architecture è distribuita dal MIT Press. La rivista era stata ideata per gli studenti dell'Università di Yale